# Кори, Уэнделл
Уэнделл Рейд Кори (англ. Wendell Reid Corey; 20 марта 1914 года — 8 ноября 1968 года) — американский актёр, «который много снимался в кино и на телевидении в 1940-60-х годах», а в 1960-е годы занялся также политической деятельностью.
«Надёжный исполнитель как главных ролей, так и ролей второго плана, Кори обычно играл твёрдых, рассудительных и иногда циничных персонажей». После подписания в 1946 году контракта со студией «Парамаунт», «проницательный и резкий, обладающий острым взглядом Кори провёл следующие 15 лет в кино, исполняя как главные роли (в частности, в фильме нуар „Дело Тельмы Джордон“), так и роли „лучшего друга“ главного героя (в триллере „Окно во двор“), но особенно ему удавались роли отрицательных персонажей (как, например, в нуаровой драме „Большой нож“)».
К числу лучших фильмов, в которых сыграл Кори, относятся также послевоенная драма «Поиск» (1948), фильмы нуар «Ярость пустыни» (1947), «Я всегда одинок» (1948), «Извините, ошиблись номером» (1948) и «Обвиняемая» (1949), вестерн «Фурии» (1950), а также мелодрамы «Гарриет Крейг» (1950) и «Продавец дождя» (1955). В 1960-е годы Кори работал главным образом для телевидения.
С конца 1950-х годов Кори активно занимался общественно-политической деятельностью. Он «был президентом Академии кинематографических искусств и наук, работал в Гильдии киноактёров, был членом Городского совета Санта-Моники» и даже пытался баллотироваться в Сенат США.

## Первые годы жизни
Уэнделл Кори родился 20 марта 1914 года в городке Дрейкат, штат Массачусетс, в семье священника Конгрегациональной церкви.
После окончания средней школы в Спрингфилде, Массачусетс, он обдумывал работу в разных областях, включая юриспруденцию, журналистику и профессиональный теннис, но в итоге стал зарабатывать на жизнь торговлей стиральными машинами. После того, как на репетиции местного театра режиссёр пригласил его прочитать одну из ролей, Кори увлёкся актёрской игрой. В 1934 году он получил роль в любительской постановке в Спрингфилде, а год спустя попробовал себя уже в профессиональной труппе летнего театра в Массачусетсе.
В период Великой депрессии Кори работал в рамках Федерального театрального проекта, который был составной частью программы Президента Франклина Д. Рузвельтом по обеспечению работой деятелей культуры.

## Театральная карьера
В 1942 году Кори «дебютировал на Бродвее в спектакле „Приходит откровение“, который закончился провалом. Его следующий спектакль, „Разденься для действия“ (1942-43), был более успешным, продержавшись 110 представлений». В 1942-43 годах Кори играл роли второго плана во многих спектаклях, но в целом, его бродвейская карьера была «не особенно успешной в течение нескольких лет, и он даже подумывал о том, чтобы оставить сцену. Но в 1945 году он добился успеха в главной роли циничного газетчика в хитовой комедии „Девушка мечты“, которая в 1945-46 годах выдержала 341 представление».
В этот период на него обратил внимание продюсер Хэл Уоллис, бывший главный продюсер «Уорнер бразерс», который в тот момент работал независимым продюсером, сотрудничающим с «Парамаунт». Уоллес, который открыл Берта Ланкастера сразу после войны, подписал с Кори контракт для «Парамаунт».

## Карьера в кино
Кинодебютом Кори стал фильм нуар «Ярость пустыни» (1947) с Лизабет Скотт и Бертом Ланкастером, который также только начинал свою актёрскую карьеру. Кори сыграл роль сообщника гангстера (Джон Ходяк), возвращающегося в родной шахтёрский городок в Неваде. В фильме нуар «Я всегда одинок» (1948), также с участием Лизабет Скотт и Берта Ланкастера, и Кирка Дугласа, Кори играет члена банды бывших бутлегеров, которые ведут между собой борьбу за обладание роскошным ночным клубом.
В 1940-50-е годы Кори «продолжил карьеру как актёр второго плана в фильмах категории А с крупнейшими голливудскими звёздами». В нуаровом психологическом триллере «Извините, ошиблись номером» (1948) с Барбарой Стэнвик и вновь с Бертом Ланкастером в главных ролях Кори сыграл небольшую роль врача главной героини. Он также сыграл небольшую роль в очень успешной драме Фреда Циннемана «Поиск» (1948), действие которой происходит в разрушенном после войны Берлине, где американский солдат (Монтгомери Клифт) спасает потерявшего родителей чешского мальчика.
В 1949 году Кори сыграл жениха Джанет Ли в романтической комедии с участием Роберта Митчема «Отпускной роман» (1949). В том же году он исполнил роль детектива по расследованию убийств в нуаровом триллере с Лореттой Янг «Обвиняемая» (1948), а также нечистого на руку родственника владельца казино (Кларк Гейбл) в коммерчески успешной мелодраме «Крупная ставка» (1949).
В 1950 году Кори дважды был партнёром Барбары Стэнвик: в фильме нуар «Дело Тельмы Джордон» он сыграл помощника окружного прокурора, который попадает под чары преступной роковой женщины, а в вестерне «Фурии» он ведёт борьбу за богатое поместье с местным скотоводческим бароном, будучи любовником, а затем партнёром дочери этого барона (Стэнвик). В мелодраме «Гарриетт Крейг» Кори исполняет роль любящего богатого мужа манипулирующей людьми, лживой и грубой эгоистки (Джоан Кроуфорд).
В середине 1950-х годов Кори сыграл некоторые из наиболее памятных своих ролей — лейтенанта полиции в криминальном психологическом триллере «Окно во двор» (1954) Альфреда Хичкока с Джеймсом Стюартом и Грейс Келли. В нуаровой драме Роберта Олдрича на тему кинобизнеса «Большой нож» (1955) с Джеком Пэлансом и Айдой Лупино он сыграл циничного помощника главы киностудии (Род Стайгер), который специализируется на проворачивании тёмных дел. В мелодраматическом вестерне «Продавец дождя» (1956) Кори играет шерифа небольшого городка на Среднем Западе в эпоху Великой депрессии, в которого влюблена местная фермерша (Кэтрин Хепбёрн), но которая бросает его ради приехавшего привлекательного мошенника, обещающего прекратить засуху (вновь Берт Ланкастер). В нуаровом триллере «Убийца на свободе» (1956) Кори исполнил роль грабителя банка, который сбегает из тюрьмы с намерением отомстить полицейскому детективу, который при его задержании случайно убил его жену.
В 1957 году Кори сыграл кантри-музыканта и промоутера молодого певца в музыкальной мелодраме «Любить тебя» (1957) с участием Элвиса Пресли и Лизабет Скотт. В комедийном вестерне «Псевдоним — Джесси Джеймс» (1959) Кори сыграл роль знаменитого разбойника, который пытается убить ошибочного принятого за него страхового агента (Боб Хоуп), чтобы получить страховку.

## Работа на телевидении
В конце 1950-х годов, когда карьера Кори в кино пошла на спад, он нашёл для себя нишу на телевидении, сыграв главную роль в комедийном телесериале «Плохая девушка Пека» (1959, 14 серий). Он также играл главные роли в еженедельных телесериалах «Береговое командование» (1957, 39 серий) о деятельности береговой охраны и «Одиннадцатый час» (1961-63, 32 серии) о работе психиатров. Кори также сыграл разовые роли во многих сериалах, среди них «Альфред Хичкок представляет» (1958), «Неприкасаемые» (1961), «Перри Мейсон» (1966) и «Дикий дикий запад» (1968).

## Политическая карьера
С 1956 года Кори стал активно заниматься политикой и участвовал в деятельности Республиканской партии. Кори работал президентом Академии кинематографических искусств и наук (1961-63) и был членом Совета директоров Гильдии киноактёров США. В 1965 году он был избран членом Городского совета Санта-Моники. В 1966 году Кори сделал попытку выдвинуть свою кандидатуру от Республиканской партии в Конгресс США от штата Калифорния, но потерпел поражение в праймериз.

## Личная жизнь и смерть
В конце 1930-х годов во время работы в рамках Федерального театрального проекта Кори встретил свою жену Элис Уайли, с которой прожил до своей смерти, у него было четверо детей, двое из которых сыграли детей его героя в фильме «Дело Тельмы Джордон».
Кори страдал хроническим алкоголизмом и умер от цирроза печени 8 ноября 1968 года в Больнице кино и телевидения в Вудленд-Хиллз, Лос-Анджелес. Ему было 54 года.

## Фильмография
| Год  | Название                         | Оригинальное название           | Роль                           |
| ---- | -------------------------------- | ------------------------------- | ------------------------------ |
| 1947 | Ярость пустыни                   | Desert Fury                     | Джонни Райан                   |
| 1948 | Я всегда одинок                  | I Walk Alone                    | Дейв                           |
| 1948 | Поиск                            | The Search                      | Джерри Фишер                   |
| 1948 | Извините, ошиблись номером       | Sorry, Wrong Number             | Доктор Александер              |
| 1948 | Людоед из Кумаона                | Man-Eater of Kumaon             | Доктор Джон Коллинс            |
| 1949 | Обвиняемая                       | The Accused                     | Лейтенант Тед Дроган           |
| 1949 | Крупная ставка                   | Any Number Can Play             | Робин Элкотт                   |
| 1949 | Праздничный роман                | Holiday Affair                  | Карл Девис                     |
| 1950 | Дело Тельмы Джордон              | The File on Thelma Jordon       | Клив Маршалл                   |
| 1950 | Не надо грустных песен для меня  | No Sad Songs for Me             | Брэд Скотт                     |
| 1950 | Фурии                            | The Furies                      | Рип Дэрроу                     |
| 1950 | Гарриет Крейг                    | Harriet Craig                   | Уолтер Крейг                   |
| 1951 | Великий рейд по Миссури          | The Great Missouri Raid         | Франк Джеймс                   |
| 1951 | Богатые, молодые и красивые      | Rich, Young and Pretty          | Джим Стотон Роджерс            |
| 1952 | Дикий Север                      | The Wild North                  | Констебль Педли                |
| 1952 | Кербайн Уильямс                  | Carbine Williams                | Каптиан Х. Т. Пиплс            |
| 1952 | Мой мужчина и я                  | My Man and I                    | Энсел Эймс                     |
| 1953 | Побег на Ямайку                  | Jamaica Run                     | Тодд Дэйси                     |
| 1954 | Пол-акра ада                     | Hell’s Half Acre                | Чет Честер                     |
| 1954 | Смеющаяся Анна                   | Laughing Anne                   | Капитан Девидсон               |
| 1954 | Окно во двор                     | Rear Window                     | Детектив, лейтенант Томас Дойл |
| 1955 | Большой нож                      | The Big Knife                   | Смайли Коу                     |
| 1955 | Убийца на свободе                | The Killer Is Loose             | Леон Пул                       |
| 1955 | Дерзкий и смелый                 | The Bold and the Brave          | Фэйрчайлд                      |
| 1955 | Дыба                             | The Rack                        | Майор Сэм Молтон               |
| 1955 | Продавец дождя                   | The Rainmaker                   | Помощник шерифа Дж. С. Файл    |
| 1957 | Любить тебя                      | Loving You                      | Уолтер «Текс» Уорнер           |
| 1958 | Свет в лесу                      | The Light in the Forest         | Уилс Оуэнс                     |
| 1959 | Псевдоним — Джесси Джеймс        | Alias Jesse James               | Джесси Джеймс                  |
| 1964 | Кровь на стреле                  | Blood on the Arrow              | Клинт Мейлер                   |
| 1966 | Агент для Х.А.Р.М.               | Agent for H.A.R.M.              | Джим Графф                     |
| 1966 | Сломанная сабля                  | Broken Sabre                    | Майор Уиткомб                  |
| 1966 | Женщины с доисторической планеты | Women of the Prehistoric Planet | Администратор Дэвид Кинг       |
| 1966 | Уоко                             | Waco                            | Проповедник Сэм Стоун          |
| 1966 | Рисунок мёртвой мамочки          | Picture Mommy Dead              | Клэйборн                       |
| 1966 | Киборг 2087                      | Cyborg 2087                     | Шериф                          |
| 1967 | Красный томагавк                 | Red Tomahawk                    | Сай Элкинс                     |
| 1968 | Бакскин                          | Buckskin                        | Реп Марлоу                     |
| 1968 | Создатель звёзд                  | The Star Maker                  | Пол Лемонт                     |
| 1969 | Астро-зомби                      | The Astro-Zombies               | Холман                         |